# Зелёный Гай (Гуровская сельская община)
Зелёный Гай (укр. Зелений Гай) — село в Гуровской сельской общине Кропивницкого района Кировоградской области Украины.
До 2020 года входило в Долинский район
Население по переписи 2001 года составляло 150 человек. Почтовый индекс — 28513. Телефонный код — 5234. Занимает площадь 0,979 км². Код КОАТУУ — 3521983003.